# USH2A
 Ушерин  — белки, который у человека кодируется геном USH2A. Этот ген кодирует белок Ушерин, который содержит EGF мотивы ламинина, домен пентаксин, и многие мотивы фибронектина III типа. Данный белок, ассоциированный с базальной мембраной, может играть важную роль в развитии и гомеостазе внутреннего уха и сетчатки. Мутации в пределах этого гена были связаны с синдромом Ушера II-го типа и пигментным ретинитом типа 39. Существуют альтернативные варианты транскриптов сплайсинга, которые кодируют различные изоформы.